# Десна (Яблонец-над-Нисоу)
Десна (чеш. Desná) — город в районе Яблонец-над-Нисоу, в Либерецком крае в Чехии. В Десне проживает около 3100 человек.

## История
Деревня была основана в 1691 году и названа в честь Альбрехта Максимилиана Десфура как «Десфурсдорф» — деревня Десфура (в народе, однако, более популярным было название Дессендорф, чешское Desná, происходящее от названия реки, протекающей через долину). В 1771 году в Десне насчитывалось 36 домов, разбросанных по обоим берегам Белой Десны. Деревня Десна входила в состав рыночной гмины Альбрехтице до 1880 года, когда 15 ноября она стала самостоятельной. Значительный расцвет деревни пришелся на XIX век, когда здесь действовали известный курорт и стекольный завод.
В понедельник, 18 сентября 1916 года, деревня пережила катастрофу, когда её затопило водами прорвавшейся плотины на реке Белая Десна. 29 жилых домов и 11 стеклорезных заводов были разрушены, ещё 62 дома получили серьёзные повреждения. 62 человека погибли.
Статус города был присвоен городу в 1968 году. До этого с 1913 года он был поселком.

## География
Десна расположена примерно в 9 км к востоку от Яблонец-над-Нисоу. Она находится в Йизерских горах. Самая высокая точка — гора Новина на высоте 804 м над уровнем моря. Город расположен в месте слияния рек Чёрная Десна и Белая Десна, образующих реку Десна. В северной части городской территории находится водохранилище Соуш, построенное на реке Чёрная Десна.

## Население
| Год  | Численность | Численность |
| ---- | ----------- | ----------- |
| 1869 | 1270        | [ 1 ]       |
| 1880 | 1807        | [ 1 ]       |
| 1890 | 2123        | [ 1 ]       |
| 1900 | 2447        | [ 1 ]       |
| 1910 | 2347        | [ 1 ]       |
| 1921 | 1681        | [ 1 ]       |
| 1930 | 1740        | [ 1 ]       |
| 1950 | 3516        | [ 1 ]       |
| 1961 | 3697        | [ 1 ]       |
| 1970 | 3436        | [ 1 ]       |
| 1980 | 3372        | [ 1 ]       |
| 1991 | 3811        | [ 1 ]       |
| 2001 | 3549        | [ 1 ]       |
| 2014 | 3158        | [ 2 ]       |
| 2016 | 3133        | [ 3 ]       |
| 2017 | 3119        | [ 4 ]       |
| 2018 | 3134        | [ 5 ]       |
| 2019 | 3086        | [ 6 ]       |
| 2020 | 3084        | [ 7 ]       |
| 2021 | 3112        | [ 8 ]       |
| 2022 | 3057        | [ 9 ]       |
| 2023 | 3103        | [ 10 ]      |
| 2024 | 3062        | [ 11 ]      |
| 2025 | 2999        | [ 12 ]      |